# Wereldkampioenschappen atletiek 2015
De wereldkampioenschappen atletiek 2015 werden gehouden in het Olympisch Stadion in Peking, Volksrepubliek China, met een capaciteit van 80 000 toeschouwers.  De IAAF heeft dat in november 2010 besloten. De enige concurrent (Londen) had zich teruggetrokken. De wereldkampioenschappen werden gehouden van 22 augustus tot 30 augustus. Ter voorbereiding op de kampioenschappen werd in 2013 de Beijing World Challenge, een eendaagse atletiekwedstrijd in het leven geroepen.

## Prestaties Belgische en Nederlandse selectie

### België

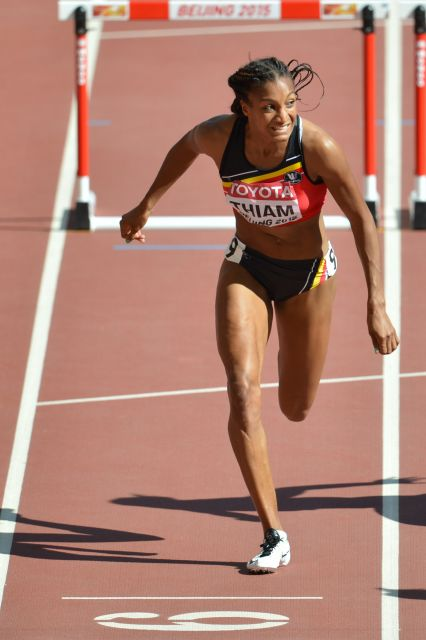
Nafissatou Thiam scoorde op de zevenkamp 228 punten meer dan op de WK van 2013, maar schoot er in de einduitslag slechts drie plaatsen mee op: ze werd nu elfde tegenover haar veertiende plaats in Moskou.

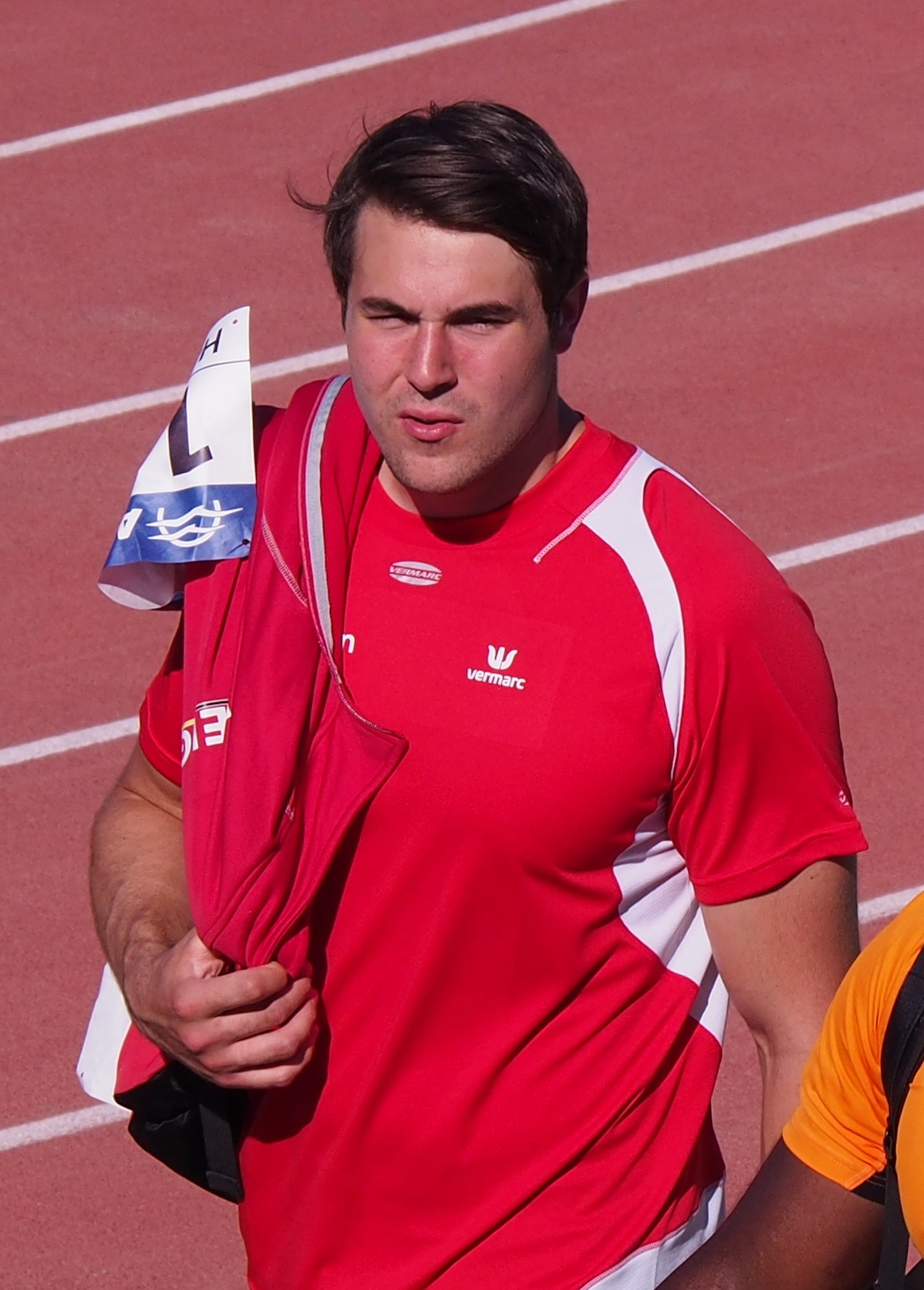
Philip Milanov veroverde voor België de allereerste zilveren medaille op een WK met zijn discusworp van 65,67 m, tevens een Belgisch record.

Vrouwen
| Atleet                         | Ronde                                                | Prestatie                                         | Plaats               |
| ------------------------------ | ---------------------------------------------------- | ------------------------------------------------- | -------------------- |
| Cynthia Bolingo Mbongo (200 m) | 1e ronde halve finale                                | 23,45 -                                           | 6 -                  |
| Almensh Belete (10.000 m)      | finale                                               | 32.47,62                                          | 21                   |
| Anne Zagré (100 m horden)      | 1e ronde halve finale                                | 12,90 12,88 -                                     | 3 -                  |
| Axelle Dauwens (400 m horden)  | 1e ronde halve finale                                | 55,84 55,82 -                                     | 5 -                  |
| Nafissatou Thiam (zevenkamp)   | 100 m horden hoog kogel 200 m ver speer 800 m totaal | 13,83 1,86 15,24 PB 25,28 6,14 49,31 2.24,55 6298 | 22 8 1 27 14 6 26 11 |

Mannen
| Atleet | Ronde                                                                       | Prestatie                                                                               | Plaats                         |
| --- | --------------------------------------------------------------------------- | --------------------------------------------------------------------------------------- | ------------------------------ |
| Jonathan Borlée (400 m) | 1e ronde halve finale                                                       | 44,67 44,85 -                                                                           | 3 5 -                          |
| Kevin Borlée (400 m) | 1e ronde halve finale                                                       | 45,01 44,74 -                                                                           | 3 4 -                          |
| Pieter-Jan Hannes (1500 m) | 1e ronde halve finale                                                       | 3.39,31 3.34,38 -                                                                       | 4 8 -                          |
| Bashir Abdi (5000 m) | 1e ronde finale                                                             | DNS -                                                                                   | -                              |
| Bashir Abdi (10.000 m) | finale                                                                      | DNF                                                                                     | -                              |
| Michaël Bultheel (400 m horden) | 1e ronde halve finale                                                       | 49,38 49,66 -                                                                           | 6 8 -                          |
| Jeroen D'hoedt (3000 m steeple) | 1e ronde finale                                                             | DNS -                                                                                   | -                              |
| Abdelhadi El Hachimi (marathon) | finale                                                                      | 2:17.41                                                                                 | 16                             |
| Arnaud Art (polsstokhoogspringen) | kwalificatie finale                                                         | 5,40 -                                                                                  | 16 -                           |
| Philip Milanov (discuswerpen) | kwalificatie finale                                                         | 63,85 65,67 NR                                                                          | 5 ·                            |
| Thomas Van Der Plaetsen (tienkamp) | 100 m ver kogel hoog 400 m 110 m horden discus polshoog speer 1500 m totaal | 11,44 7,42 SB 13,83 SB 2,13 SB 50,28 SB 14,76 43,01 SB 5,30 SB 55,23 4.47,38 SB 8035 SB | 27 12 19 1 24 16 12 1 16 20 14 |
| Niels Pittomvils (tienkamp) | 100 m ver kogel hoog 400 m 110 m horden discus polshoog speer 1500 m totaal | 11,39 6,86 12,77 1,92 49,45 SB 15,09 39,90 NM 52,96 4.27,40 PB 6678                     | 26 25 18 20 21 - 21 7 22       |
| Dylan Borlée Jonathan Borlée Antoine Gillet Kevin Borlée Jonathan Borlée Robin Vanderbemden Kevin Borlée Antoine Gillet (4 x 400 m estafette) | 1e ronde finale                                                             | 2.59,28 NR 3.00,24                                                                      | 2 5                            |

### Nederland

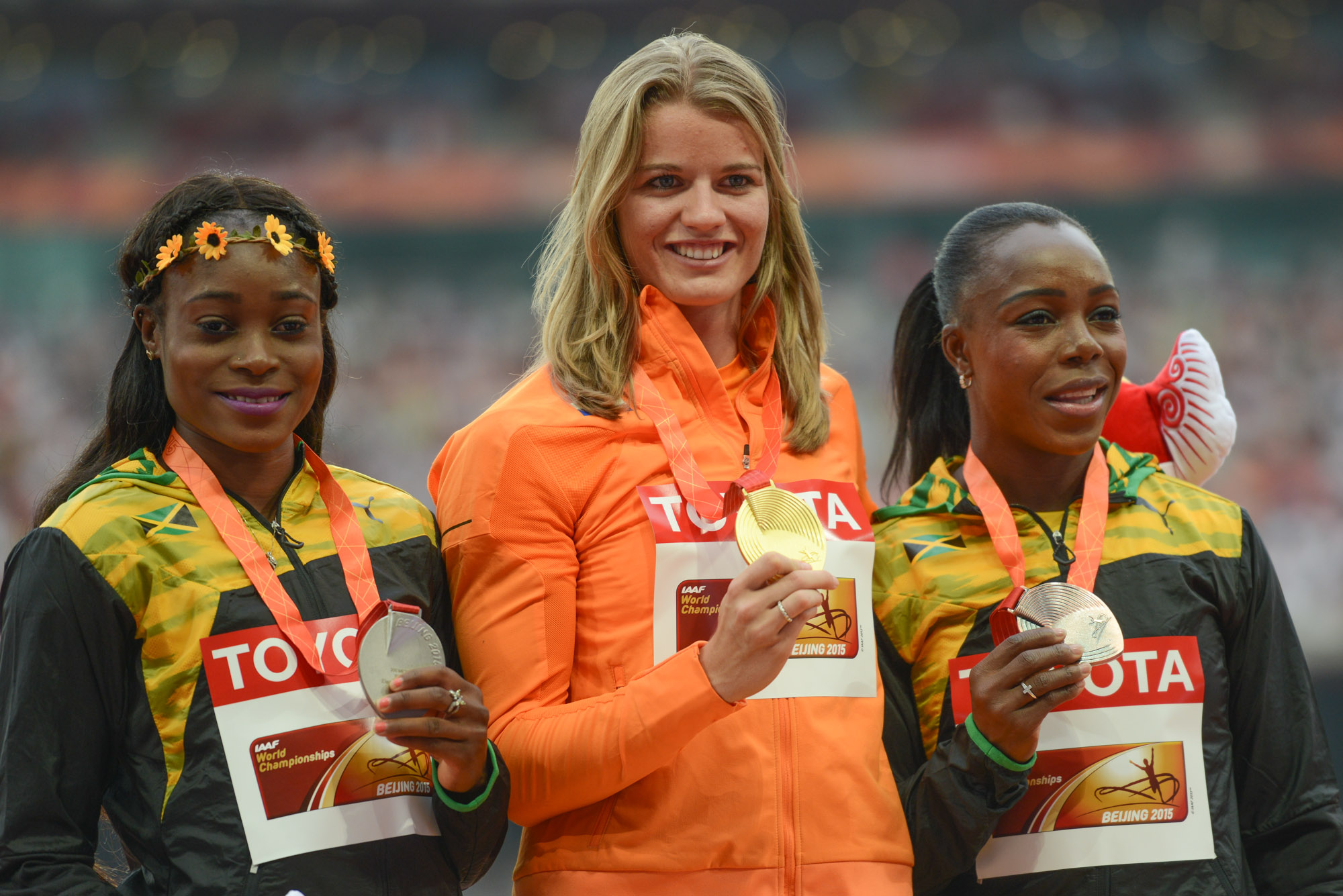
Dafne Schippers (midden) was de onbetwiste topper van de Nederlandse ploeg. Na zilver op de 100 m behaalde ze goud op de 200 m in 21,63 s, een Europees record en de derde snelste wereldtijd ooit.

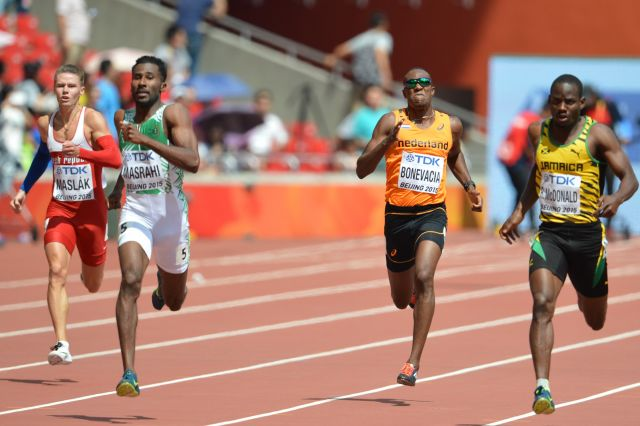
Liemarvin Bonevacia (tweede van rechts) liep een geweldige serie 400 m, waarin hij zijn eigen Nederlandse record van 45,40 s verpulverde en op 44,72 s stelde.

Vrouwen
| Atleet | Ronde                                                | Prestatie                                               | Plaats                |
| --- | ---------------------------------------------------- | ------------------------------------------------------- | --------------------- |
| Jamile Samuel (100 m)                                                                                       | 1e ronde halve finale                                | DQ -                                                    | -                     |
| Dafne Schippers (100 m)                                                                                     | 1e ronde halve finale                                | 11,01 10,83 NR 10,81 NR                                 | 1 · 1 ·               |
| Naomi Sedney (100 m)                                                                                        | 1e ronde halve finale                                | 11,41 -                                                 | 4 -                   |
| Dafne Schippers (200 m)                                                                                     | 1e ronde halve finale                                | 22,58 22,36 21,63 ER                                    | 1 · 1 ·               |
| Sifan Hassan (800 m)                                                                                        | 1e ronde halve finale                                | 1.59,94 1.58,50 -                                       | 3 5 -                 |
| Sifan Hassan (1500 m)                                                                                       | 1e ronde halve finale                                | 4.09,52 4.15,38 4.09,34                                 | 1 · 1 ·               |
| Maureen Koster (1500 m)                                                                                     | 1e ronde halve finale                                | 4.05,55 4.10,95 -                                       | 4 9 -                 |
| Maureen Koster (5000 m)                                                                                     | 1e ronde finale                                      | DNF -                                                   | -                     |
| Susan Kuijken (5000 m)                                                                                      | 1e ronde finale                                      | 15.25,67 15.08,00                                       | 5 8                   |
| Susan Kuijken (10.000 m)                                                                                    | finale                                               | 31.54,32                                                | 10                    |
| Jip Vastenburg (10.000 m)                                                                                   | finale                                               | 32.03,03                                                | 11                    |
| Femke Pluim (polsstokhoogspringen)                                                                          | kwalificatie finale                                  | 4,30                                                    | 11 -                  |
| Nadine Broersen (zevenkamp)                                                                                 | 100 m horden hoog kogel 200 m ver speer 800 m totaal | 13,55 1,86 SB 14,59 25,41 6,20 53,52 2.16,58 6491       | 14 5 29 9 3 14 4      |
| Nadine Visser (zevenkamp)                                                                                   | 100 m horden hoog kogel 200 m ver speer 800 m totaal | 12,81 PB 1,80 PB 13,16 23,78 6,14 40,07 2.13,72 PB 6344 | 1 18 24 3 13 23 9 8   |
| Anouk Vetter (zevenkamp)                                                                                    | 100 m horden hoog kogel 200 m ver speer 800 m totaal | 13,61 1,77 SB 14,24 24,53 6,11 51,78 2.23,71 6267       | 16 24 7 14 15 5 24 12 |
| Nadine Visser, Dafne Schippers, Naomi Sedney, Jamile Samuel (reserve: Kadene Vassell) (4 x 100 m estafette) | 1e ronde finale                                      | 42,32 NR DQ                                             | 3 -                   |

Mannen
| Atleet | Ronde                                                                       | Prestatie                                                             | Plaats                      |
| --- | --------------------------------------------------------------------------- | --------------------------------------------------------------------- | --------------------------- |
| Churandy Martina (100 m) | 1e ronde halve finale                                                       | 10,06 SB 10,09 -                                                      | 3 5 -                       |
| Churandy Martina (200 m) | 1e ronde halve finale                                                       | 20,22 SB 20,20 SB -                                                   | 2 3 -                       |
| Liemarvin Bonevacia (400 m) | 1e ronde halve finale                                                       | 44,72 NR 45,65 -                                                      | 5 8 -                       |
| Thijmen Kupers (800 m) | 1e ronde halve finale                                                       | 1.46,70 1.47,74 -                                                     | 6 7 -                       |
| Dennis Licht (5000 m) | 1e ronde finale                                                             | 13.57,61 -                                                            | 12 -                        |
| Ignisious Gaisah (verspringen) | kwalificatie finale                                                         | 7,77 -                                                                | 13 -                        |
| Eelco Sintnicolaas (tienkamp) | 100 m ver kogel hoog 400 m 110 m horden discus polshoog speer 1500 m totaal | 10,62 PB 7,50 14,65 1,92 47,93 SB DNS DNF                             | 6 10 7 25 10 -              |
| Pieter Braun (tienkamp) | 100 m ver kogel hoog 400 m 110 m horden discus polshoog speer 1500 m totaal | 11,11 7,29 13,90 2,04 SB 48,24 14,37 42,09 4,90 PB 56,95 4.32,46 8114 | 22 17 18 13 9 15 8 13 10 12 |
| Solomon Bockarie, Patrick van Luijk, Liemarvin Bonevacia, Hensley Paulina (DNS: Churandy Martina; reserve: Wouter Brus) (4 x 100 m estafette) | 1e ronde finale                                                             | 38,41 SB -                                                            | 6 -                         |

## Resultaten

### 100 m
| Mannen | Mannen          | Mannen | Mannen  |
| #      | Atleet          | Land   | Tijd    |
| ------ | --------------- | ------ | ------- |
| Goud   | Usain Bolt      | JAM    | SB 9,79 |
| Zilver | Justin Gatlin   | USA    | 9,80    |
| Brons  | Trayvon Bromell | USA    | 9,92    |
| Brons  | Andre De Grasse | CAN    | PB 9,92 |
| 5      | Mike Rodgers    | USA    | 9,94    |
| 6      | Tyson Gay       | USA    | 10,00   |
| 7      | Asafa Powell    | JAM    | 10,00   |
| 8      | Jimmy Vicaut    | FRA    | 10,00   |
| 9      | Su Bingtian     | CHN    | 10,06   |

| Vrouwen | Vrouwen                 | Vrouwen | Vrouwen  |
| #       | Atlete                  | Land    | Tijd     |
| ------- | ----------------------- | ------- | -------- |
| Goud    | Shelly-Ann Fraser-Pryce | JAM     | 10,76    |
| Zilver  | Dafne Schippers         | NED     | NR 10,81 |
| Brons   | Tori Bowie              | USA     | 10,86    |
| 4       | Veronica Campbell-Brown | JAM     | 10,91    |
| 5       | Michelle Lee-Ahye       | TRI     | 10,98    |
| 6       | Kelly-Ann Baptiste      | TRI     | 11,01    |
| 7       | Natasha Morrison        | JAM     | 11,02    |
| 8       | Blessing Okagbare       | NGR     | 11,02    |

### 200 m
| Mannen | Mannen          | Mannen | Mannen   |
| #      | Atleet          | Land   | Tijd     |
| ------ | --------------- | ------ | -------- |
| Goud   | Usain Bolt      | JAM    | WL 19,55 |
| Zilver | Justin Gatlin   | USA    | 19,74    |
| Brons  | Anaso Jobodwana | RSA    | NR 19,87 |
| 4      | Alonso Edward   | PAN    | SB 19,87 |
| 5      | Zharnel Hughes  | GBR    | PB 20,02 |
| 6      | Ramil Goelijev  | TUR    | 20,11    |
| 7      | Femi Ogunode    | QAT    | 20,27    |
| 8      | Nickel Ashmeade | JAM    | 20,33    |

| Vrouwen | Vrouwen                 | Vrouwen | Vrouwen      |
| #       | Atlete                  | Land    | Tijd         |
| ------- | ----------------------- | ------- | ------------ |
| Goud    | Dafne Schippers         | NED     | ER, CR 21,63 |
| Zilver  | Elaine Thompson         | JAM     | PB 21,66     |
| Brons   | Veronica Campbell-Brown | JAM     | SB 21,97     |
| 4       | Candyce McGrone         | USA     | PB 22,01     |
| 5       | Dina Asher-Smith        | GBR     | NR 22,07     |
| 6       | Jeneba Tarmoh           | USA     | 22,31        |
| 7       | Ivet Lalova-Collio      | BUL     | 22,41        |
| 8       | Sherone Simpson         | JAM     | SB 22,50     |

### 400 m
| Mannen | Mannen            | Mannen | Mannen      |
| #      | Atleet            | Land   | Tijd        |
| ------ | ----------------- | ------ | ----------- |
| Goud   | Wayde van Niekerk | RSA    | WL,AR 43,48 |
| Zilver | LaShawn Merritt   | USA    | PB 43,65    |
| Brons  | Kirani James      | GRN    | SB 43,78    |
| 4      | Luguelín Santos   | DOM    | NR 44,11    |
| 5      | Isaac Makwala     | BOT    | 44,63       |
| 6      | Rabah Yousif      | GBR    | 44,68       |
| 7      | Machel Cedenio    | TRI    | 45,06       |
| 8      | Yousef Masrahi    | KSA    | 45,15       |

| Vrouwen | Vrouwen                 | Vrouwen | Vrouwen  |
| #       | Atlete                  | Land    | Tijd     |
| ------- | ----------------------- | ------- | -------- |
| Goud    | Allyson Felix           | USA     | WL 49,26 |
| Zilver  | Shaunae Miller          | BAH     | PB 49,67 |
| Brons   | Shericka Jackson        | JAM     | PB 49,99 |
| 4       | Christine Day           | JAM     | PB 50,14 |
| 5       | Stephenie Ann McPherson | JAM     | 50,42    |
| 6       | Novlene Williams-Mills  | JAM     | SB 50,47 |
| 7       | Phyllis Francis         | USA     | 50,51    |
| 8       | Christine Ohuruogu      | GBR     | 50,63    |

### 800 m
| Mannen | Mannen                    | Mannen | Mannen  |
| #      | Atleet                    | Land   | Tijd    |
| ------ | ------------------------- | ------ | ------- |
| Goud   | David Rudisha             | KEN    | 1.45,84 |
| Zilver | Adam Kszczot              | POL    | 1.46,08 |
| Brons  | Amel Tuka                 | BIH    | 1.46,30 |
| 4      | Ferguson Cheruiyot Rotich | KEN    | 1.46,35 |
| 5      | Pierre-Ambroise Bosse     | FRA    | 1.46,63 |
| 6      | Musaeb Abdulrahman Balla  | QAT    | 1.47,01 |
| 7      | Nader Benhanbel           | MAR    | 1.47,09 |
| 8      | Alfred Kipketer           | KEN    | 1.47,66 |

| Vrouwen | Vrouwen               | Vrouwen | Vrouwen |
| #       | Atlete                | Land    | Tijd    |
| ------- | --------------------- | ------- | ------- |
| Goud    | Marina Arzamasova     | BLR     | 1.58,03 |
| Zilver  | Melissa Bishop        | CAN     | 1.58,12 |
| Brons   | Eunice Jepkoech Sum   | KEN     | 1.58,18 |
| 4       | Rababe Arafi          | MAR     | 1.58,90 |
| 5       | Shelayna Oskan-Clarke | GBR     | 1.58,99 |
| 6       | Nataliia Lupu         | UKR     | 1.58,99 |
| 7       | Joanna Józwik         | POL     | 1.59,09 |
| 8       | Rénelle Lamote        | FRA     | 1.59,70 |

### 1500 m
| Mannen | Mannen             | Mannen | Mannen  |
| #      | Atleet             | Land   | Tijd    |
| ------ | ------------------ | ------ | ------- |
| Goud   | Asbel Kiprop       | KEN    | 3.34,40 |
| Zilver | Elijah Manangoi    | KEN    | 3.34,63 |
| Brons  | Abdalaati Iguider  | MAR    | 3.34,67 |
| 4      | Taoufik Makhloufi  | ALG    | 3.34,76 |
| 5      | Silas Kiplagat     | KEN    | 3.34,81 |
| 6      | Nicholas Willis    | NZL    | 3.35,46 |
| 7      | Timothy Cheruiyot  | KEN    | 3.36,05 |
| 8      | Matthew Centrowitz | USA    | 3.36,13 |

| Vrouwen | Vrouwen                    | Vrouwen | Vrouwen |
| #       | Atlete                     | Land    | Tijd    |
| ------- | -------------------------- | ------- | ------- |
| Goud    | Genzebe Dibaba             | ETH     | 4.08,09 |
| Zilver  | Faith Chepngetich Kipyegon | KEN     | 4.08,96 |
| Brons   | Sifan Hassan               | NED     | 4.09,34 |
| 4       | Dawit Seyaum               | ETH     | 4.10,26 |
| 5       | Laura Muir                 | GBR     | 4.11,48 |
| 6       | Abeba Aregawi              | SWE     | 4.12,16 |
| 7       | Shannon Rowbury            | USA     | 4.12,39 |
| 8       | Angelika Chicocka          | POL     | 4.13,22 |

### 5000 m
| Mannen | Mannen                | Mannen | Mannen   |
| #      | Atleet                | Land   | Tijd     |
| ------ | --------------------- | ------ | -------- |
| Goud   | Mo Farah              | GBR    | 13.50,38 |
| Zilver | Caleb Mwangangi Ndiku | KEN    | 13.51,75 |
| Brons  | Hagos Gebrhiwet       | ETH    | 13.51,86 |
| 4      | Yomif Kejelcha        | ETH    | 13.52,43 |
| 5      | Galen Rupp            | USA    | 13.53,90 |
| 6      | Ben True              | USA    | 13.54,07 |
| 7      | Ryan Hill             | USA    | 13.55,10 |
| 8      | Isiah Kiplangat Koech | KEN    | 13.55,98 |

| Vrouwen | Vrouwen               | Vrouwen | Vrouwen     |
| #       | Atlete                | Land    | Tijd        |
| ------- | --------------------- | ------- | ----------- |
| Goud    | Almaz Ayana           | ETH     | CR 14.26,83 |
| Zilver  | Senbere Teferi        | ETH     | 14.44,07    |
| Brons   | Genzebe Dibaba        | ETH     | 14.44,14    |
| 4       | Viola Jelagat Kibiwot | KEN     | 14.46,16    |
| 5       | Mercy Cherono         | KEN     | 15.01,36    |
| 6       | Janet Kisa            | KEN     | SB 15.02,68 |
| 7       | Irene Chepet Cheptai  | KEN     | 15.03,41    |
| 8       | Susan Kuijken         | NED     | 15.08,00    |

### 10.000 m
| Mannen | Mannen            | Mannen | Mannen      |
| #      | Atleet            | Land   | Tijd        |
| ------ | ----------------- | ------ | ----------- |
| Goud   | Mo Farah          | GBR    | 27.01,13    |
| Zilver | Geoffrey Kamworor | KEN    | 27.01,76    |
| Brons  | Paul Tanui        | KEN    | 27.02,83    |
| 4      | Bedan Karoki      | KEN    | SB 27.04,77 |
| 5      | Galen Rupp        | USA    | SB 27.08,91 |
| 6      | Abrar Osman       | ERI    | 27.43,21    |
| 7      | Ali Kaya          | TUR    | 27.43,69    |
| 8      | Timothy Toroitich | UGA    | 27.44,90    |

| Vrouwen | Vrouwen          | Vrouwen | Vrouwen     |
| #       | Atlete           | Land    | Tijd        |
| ------- | ---------------- | ------- | ----------- |
| Goud    | Vivian Cheruiyot | KEN     | 31.41,31    |
| Zilver  | Gelete Burka     | ETH     | 31.41,77    |
| Brons   | Emily Infeld     | USA     | 31.43,39    |
| 4       | Molly Huddle     | USA     | 31.43,58    |
| 5       | Sally Kipyego    | KEN     | SB 31.44,42 |
| 6       | Shalene Flanagan | USA     | 31.46,23    |
| 7       | Alemitu Heroye   | ETH     | 31.49,73    |
| 8       | Betsy Saina      | KEN     | SB 31.51,35 |

### 3000 m steeple
| Mannen | Mannen                 | Mannen | Mannen     |
| #      | Atleet                 | Land   | Tijd       |
| ------ | ---------------------- | ------ | ---------- |
| Goud   | Ezekiel Kemboi         | KEN    | 8.11,28    |
| Zilver | Conseslus Kipruto      | KEN    | 8.12,38    |
| Brons  | Brimin Kipruto         | KEN    | 8.12,54    |
| 4      | Jairus Kipchoge Birech | KEN    | 8.12,62    |
| 5      | Daniel Huling          | USA    | 8.14,39    |
| 6      | Evan Jager             | USA    | 8.15,47    |
| 7      | Brahim Taleb           | MAR    | 8.17,23    |
| 8      | Matthew Hughes         | CAN    | SB 8.18,63 |

| Vrouwen | Vrouwen               | Vrouwen | Vrouwen    |
| #       | Atlete                | Land    | Tijd       |
| ------- | --------------------- | ------- | ---------- |
| Goud    | Hyvin Jepkemoi        | KEN     | 9.19,11    |
| Zilver  | Habiba Ghribi         | TUN     | 9.19,24    |
| Brons   | Gesa Felicitas Krause | GER     | PB 9.19,25 |
| 4       | Sofia Assefa          | ETH     | SB 9.20,01 |
| 5       | Emma Coburn           | USA     | 9.21,78    |
| 6       | Hiwot Ayalew          | ETH     | 9.24,27    |
| 7       | Virginia Nyambura     | KEN     | 9.26,21    |
| 8       | Lalita Babar          | IND     | 9.29,64    |

### 110 m horden/100 m horden
| Mannen | Mannen                  | Mannen | Mannen   |
| #      | Atleet                  | Land   | Tijd     |
| ------ | ----------------------- | ------ | -------- |
| Goud   | Sergej Sjoebenkov       | RUS    | NR 12,98 |
| Zilver | Hansle Parchment        | JAM    | SB 13,03 |
| Brons  | Aries Merritt           | USA    | SB 13,04 |
| 4      | Pascal Martinot-Lagarde | FRA    | 13,17    |
| 5      | Dimitri Bascou          | FRA    | 13,17    |
| 6      | Omar McLeod             | JAM    | 13,18    |
| 7      | David Oliver            | USA    | 13,33    |
| 8      | Garfield Darien         | FRA    | 13,34    |

| Vrouwen | Vrouwen            | Vrouwen | Vrouwen  |
| #       | Atlete             | Land    | Tijd     |
| ------- | ------------------ | ------- | -------- |
| Goud    | Danielle Williams  | JAM     | PB 12,57 |
| Zilver  | Cindy Roleder      | GER     | PB 12,59 |
| Brons   | Alina Talaj        | BLR     | NR 12,66 |
| 4       | Brianna Rollins    | USA     | 12,67    |
| 5       | Tiffany Porter     | GBR     | 12,68    |
| 6       | Noemi Zbären       | SUI     | 12,95    |
| 7       | Shermaine Williams | JAM     | 12,95    |
| 8       | Sharika Nelvis     | USA     | 13,16    |

### 400 m horden
| Mannen | Mannen                  | Mannen | Mannen   |
| #      | Atleet                  | Land   | Tijd     |
| ------ | ----------------------- | ------ | -------- |
| Goud   | Nicholas Bett           | KEN    | WL 47,79 |
| Zilver | Denis Koedrjavtsev      | RUS    | NR 48,05 |
| Brons  | Jeffrey Gibson          | BAH    | NR 48,17 |
| 4      | Kerron Clement          | USA    | SB 48,18 |
| 5      | Boniface Mucheru Tumuti | KEN    | 48,33    |
| 6      | Yasmani Copello         | TUR    | 48,96    |
| 7      | Patryk Dobek            | POL    | 49,14    |
| 8      | Michael Tinsley         | USA    | 50,02    |

| Vrouwen | Vrouwen             | Vrouwen | Vrouwen  |
| #       | Atlete              | Land    | Tijd     |
| ------- | ------------------- | ------- | -------- |
| Goud    | Zuzana Hejnová      | CZE     | WL 53,50 |
| Zilver  | Shamier Little      | USA     | 53,94    |
| Brons   | Cassandra Tate      | USA     | 54,02    |
| 4       | Sara Slott Petersen | DEN     | 54,20    |
| 5       | Janieve Russell     | JAM     | PB 54,64 |
| 6       | Eilidh Child        | GBR     | 54,78    |
| 7       | Wenda Nel           | RSA     | 54,94    |
| 8       | Kaliese Spencer     | JAM     | 55,47    |

### 4 x 100 m estafette
| Mannen | Mannen                                                              | Mannen | Mannen   |
| #      | Atleet                                                              | Land   | Tijd     |
| ------ | ------------------------------------------------------------------- | ------ | -------- |
| Goud   | Nesta Carter Asafa Powell Nickel Ashmeade Usain Bolt                | JAM    | WL 37,36 |
| Zilver | Mo Youxue Xie Zhenye Su Bingtian Zhang Peimeng                      | CHN    | 38,01    |
| Brons  | Aaron Brown Andre de Grasse Brendon Rodney Justyn Warner            | CAN    | 38,13    |
| 4      | Julian Reus Sven Knipphals Alexander Kosenkow Aleixo-Platini Menga  | GER    | SB 38,15 |
| 5      | Emmanuel Biron Christophe Lemaitre Guy-Elphège Anouman Jimmy Vicaut | FRA    | 38,23    |
| 6      | Chavaughn Walsh Daniel Bailey Jared Jarvis Miguel Francis           | ANT    | 39,61    |
| 7      | Trayvon Bromell Justin Gatlin Tyson Gay Mike Rodgers                | USA    | DQ       |
| 8      | Richard Kilty Daniel Talbot James Ellington Chijindu Ujah           | GBR    | DNF      |

| Vrouwen | Vrouwen                                                                          | Vrouwen | Vrouwen  |
| #       | Atlete                                                                           | Land    | Tijd     |
| ------- | -------------------------------------------------------------------------------- | ------- | -------- |
| Goud    | Veronica Campbell-Brown Natasha Morrison Elaine Thompson Shelly-Ann Fraser-Pryce | JAM     | CR 41,07 |
| Zilver  | English Gardner Allyson Felix Jenna Prandini Jasmine Todd                        | USA     | SB 41,68 |
| Brons   | Kelly-Ann Baptiste Michelle-Lee Ahye Reyare Thomas Semoy Hackett                 | TRI     | NR 42,03 |
| 4       | Asha Philip Dina Asher-Smith Jodie Williams Desiree Henry                        | GBR     | NR 42,10 |
| 5       | Rebekka Haase Alexandra Burghardt Gina Lückenkemper Verena Sailer                | GER     | SB 42,64 |
| 6       | Crystal Emmanuel Kimberly Hyacinthe Isatu Fofanah Khamica Bingham                | CAN     | 43,05    |
| 7       | Nadine Visser Dafne Schippers Naomi Sedney Jamile Samuel                         | NED     | DQ       |
| 8       | Marina Pantelejeva Ksenia Ryzjova Jelizaveta Demirova Anna Koekoesjkina          | RUS     | DNF      |

### 4 x 400 m estafette
| Mannen | Mannen                                                            | Mannen | Mannen     |
| #      | Atleet                                                            | Land   | Tijd       |
| ------ | ----------------------------------------------------------------- | ------ | ---------- |
| Goud   | David Verburg Tony McQuay Bryshon Nellum LaShawn Merritt          | USA    | WL 2.57,82 |
| Zilver | Renny Quow Lalonde Gordon Deon Lendore Machel Cedenio             | TRI    | NR 2.58,20 |
| Brons  | Rabah Yousif Delano Williams Jarryd Dunn Martyn Rooney            | GBR    | SB 2.58,51 |
| 4      | Peter Matthews Ricardo Chambers Rusheen McDonald Javon Francis    | JAM    | SB 2.58,51 |
| 5      | Jonathan Borlée Robin Vanderbemden Kevin Borlée Antoine Gillet    | BEL    | 3.00,24    |
| 6      | Mame-Ibra Anne Teddy Atine-Venel Mamoudou Hanne Thomas Jordier    | FRA    | 3.00,65    |
| 7      | William Collazo Raidel Acea Adrián Chacón Yoandys Lescay          | CUB    | 3.03,05    |
| 8      | Artem Denmukhametov Pavel Trenikhin Denis Alekseyev Pavel Ivashko | RUS    | 3.03,05    |

| Vrouwen | Vrouwen                                                                       | Vrouwen | Vrouwen    |
| #       | Atlete                                                                        | Land    | Tijd       |
| ------- | ----------------------------------------------------------------------------- | ------- | ---------- |
| Goud    | Christine Day Shericka Jackson Stephenie Ann McPherson Novlene Williams-Mills | JAM     | WL 3.19,13 |
| Zilver  | Sanya Richards-Ross Natasha Hastings Allyson Felix Francena McCorory          | USA     | 3.19,44    |
| Brons   | Christine Ohuruogu Anyika Onuora Eilidh Child Seren Bundy-Davies              | GBR     | SB 3.23,62 |
| 4       | Nadezjda Kotljarova Ksenia Zadorina Ksenia Ryzjova Ksenia Aksjonova           | RUS     | 3.24,84    |
| 5       | Regina George Funke Oladoye Tosin Adeloye Patience Okon George                | NGR     | 3.25,11    |
| 6       | Olha Zemljak Natalja Lupu Natalja Pyhyda Olha Ljachova                        | UKR     | SB 3.25,94 |
| 7       | Estelle Perrossier Marie Gayot Agnès Raharolary Floria Guei                   | FRA     | 3.26,45    |
| 8       | Carline Muir Aiyanna Stiverne Sage Watson Audrey Jean-Baptiste                | CAN     | 3.27,69    |

### Hoogspringen
| Mannen | Mannen             | Mannen | Mannen |
| #      | Atleet             | Land   | Hoogte |
| ------ | ------------------ | ------ | ------ |
| Goud   | Derek Drouin       | CAN    | 2,34 m |
| Zilver | Bohdan Bondarenko  | UKR    | 2,33 m |
| Zilver | Zhang Guowei       | CHN    | 2,33 m |
| 4      | Mutaz Essa Barshim | QAT    | 2,33 m |
| 5      | Daniil Tsyplakov   | RUS    | 2,29 m |
| 6      | Donald Thomas      | BAH    | 2,29 m |
| 7      | Jaroslav Bába      | CZE    | 2,29 m |
| 8      | Erik Kynard        | USA    | 2,25 m |
| 8      | Gianmarco Tamberi  | ITA    | 2,25 m |

| Vrouwen | Vrouwen                    | Vrouwen | Vrouwen   |
| #       | Atlete                     | Land    | Hoogte    |
| ------- | -------------------------- | ------- | --------- |
| Goud    | Maria Lasitskene           | RUS     | PB 2,01 m |
| Zilver  | Blanka Vlašić              | CRO     | SB 2,01 m |
| Brons   | Anna Tsjitsjerova          | RUS     | 2,01 m    |
| 4       | Kamila Lićwinko            | POL     | 1,99 m    |
| 5       | Ruth Beitia                | ESP     | 1,99 m    |
| 6       | Marie-Laurence Jungfleisch | GER     | PB 1,99 m |
| 7       | Jeanelle Scheper           | LCA     | 1,92 m    |
| 8       | Eleanor Patterson          | AUS     | 1,92 m    |

### Polsstokhoogspringen
| Mannen | Mannen              | Mannen | Mannen |
| #      | Atleet              | Land   | Hoogte |
| ------ | ------------------- | ------ | ------ |
| Goud   | Shawnacy Barber     | CAN    | 5,90 m |
| Zilver | Raphael Holzdeppe   | GER    | 5,90 m |
| Brons  | Paweł Wojciechowski | POL    | 5,80 m |
| Brons  | Renaud Lavillenie   | FRA    | 5,80 m |
| Brons  | Piotr Lisek         | POL    | 5,80 m |
| 6      | Kévin Menaldo       | FRA    | 5,65 m |
| 7      | Michal Balner       | CZE    | 5,65 m |
| 7      | Tobias Scherbarth   | GER    | 5,65 m |

| Vrouwen | Vrouwen                | Vrouwen | Vrouwen   |
| #       | Atlete                 | Land    | Hoogte    |
| ------- | ---------------------- | ------- | --------- |
| Goud    | Yarisley Silva         | CUB     | 4,90 m    |
| Zilver  | Fabiana Murer          | BRA     | AR 4,85 m |
| Brons   | Nikoleta Kyriakopoulou | GRE     | 4,80 m    |
| 4       | Sandi Morris           | USA     | 4,70 m    |
| 4       | Angelica Bengtsson     | SWE     | NR 4,70 m |
| 4       | Jennifer Suhr          | USA     | 4,70 m    |
| 7       | Holly Bradshaw         | GBR     | SB 4,70 m |
| 8       | Martina Strutz         | GER     | 4,60 m    |

### Verspringen
| Mannen | Mannen           | Mannen | Mannen    |
| #      | Atleet           | Land   | Afstand   |
| ------ | ---------------- | ------ | --------- |
| Goud   | Greg Rutherford  | GBR    | SB 8,41 m |
| Zilver | Fabrice Lapierre | AUS    | SB 8,24 m |
| Brons  | Wang Jianan      | CHN    | 8,18 m    |
| 4      | Gao Xinglong     | CHN    | SB 8,14 m |
| 5      | Li Jinzhe        | CHN    | 8,05 m    |
| 6      | Aleksandr Menkov | RUS    | 8,02 m    |
| 7      | Kafétien Gomis   | FRA    | 8,02 m    |
| 8      | Sergej Poljansky | RUS    | 7,97 m    |

| Vrouwen | Vrouwen              | Vrouwen | Vrouwen   |
| #       | Atlete               | Land    | Afstand   |
| ------- | -------------------- | ------- | --------- |
| Goud    | Tianna Bartoletta    | USA     | WL 7,14 m |
| Zilver  | Shara Proctor        | GBR     | NR 7,07 m |
| Brons   | Ivana Španović       | SRB     | NR 7,01 m |
| 4       | Christabel Nettey    | CAN     | 6,95 m    |
| 5       | Lorraine Ugen        | GBR     | 6,85 m    |
| 6       | Malaika Mahambo      | GER     | 6,79 m    |
| 7       | Khaddi Sagnia        | SWE     | 6,78 m    |
| 8       | Janay DeLoach Soukup | USA     | 6,67 m    |

### Hink-stap-springen
| Mannen | Mannen               | Mannen | Mannen     |
| #      | Atleet               | Land   | Afstand    |
| ------ | -------------------- | ------ | ---------- |
| Goud   | Christian Taylor     | USA    | WL 18,21 m |
| Zilver | Pedro Pablo Pichardo | CUB    | 17,73 m    |
| Brons  | Nelson Évora         | POR    | SB 17,52 m |
| 4      | Omar Craddock        | USA    | 17,37 m    |
| 5      | Ljoekman Adams       | RUS    | 17,28 m    |
| 6      | Marian Oprea         | ROU    | 17,06 m    |
| 7      | Dmitri Sorokin       | RUS    | 16,99 m    |
| 8      | Tosin Oke            | NGR    | 16,81 m    |

| Vrouwen | Vrouwen                 | Vrouwen | Vrouwen    |
| #       | Atlete                  | Land    | Afstand    |
| ------- | ----------------------- | ------- | ---------- |
| Goud    | Caterine Ibargüen       | COL     | SB 14,90 m |
| Zilver  | Hanna Knyazyeva-Minenko | ISR     | NR 14,78 m |
| Brons   | Olga Rypakova           | KAZ     | SB 14,77 m |
| 4       | Gabriela Petrova        | BUL     | PB 14,66 m |
| 5       | Kimberly Williams       | JAM     | SB 14,45 m |
| 6       | Olha Saladoecha         | UKR     | 14,41 m    |
| 7       | Jekaterina Koneva       | RUS     | 14,37 m    |
| 8       | Kristin Gierisch        | GER     | 14,25 m    |

### Kogelstoten
| Mannen | Mannen           | Mannen | Mannen     |
| #      | Atleet           | Land   | Afstand    |
| ------ | ---------------- | ------ | ---------- |
| Goud   | Joe Kovacs       | USA    | 21,93 m    |
| Zilver | David Storl      | GER    | 21,74 m    |
| Brons  | O'Dayne Richards | JAM    | NR 21,69 m |
| 4      | Tomas Walsh      | NZL    | AR 21,58 m |
| 5      | Reese Hoffa      | USA    | 21,00 m    |
| 6      | Tomasz Majewski  | POL    | SB 20,82 m |
| 7      | Asmir Kolašnic   | SRB    | 20,71 m    |
| 8      | Jacko Gill       | NZL    | 20,11 m    |

| Vrouwen | Vrouwen              | Vrouwen | Vrouwen    |
| #       | Atlete               | Land    | Afstand    |
| ------- | -------------------- | ------- | ---------- |
| Goud    | Christina Schwanitz  | GER     | 20,37 m    |
| Zilver  | Gong Lijiao          | CHN     | 20,30 m    |
| Brons   | Michelle Carter      | USA     | 19,76 m    |
| 4       | Anita Márton         | HUN     | NR 19,48 m |
| 5       | Gao Yang             | CHN     | PB 19,04 m |
| 6       | Aljona Doebitskaja   | BLR     | 18,52 m    |
| 7       | Joelia Leantsjoek    | BLR     | 18,25 m    |
| 8       | Natallja Michnevitsj | BLR     | 18,24 m    |

### Discuswerpen
| Mannen | Mannen             | Mannen | Mannen     |
| #      | Atleet             | Land   | Afstand    |
| ------ | ------------------ | ------ | ---------- |
| Goud   | Piotr Małachowski  | POL    | 67,40 m    |
| Zilver | Philip Milanov     | BEL    | NR 66,90 m |
| Brons  | Robert Urbanek     | POL    | 65,18 m    |
| 4      | Gerd Kanter        | EST    | 64,82 m    |
| 5      | Daniel Ståhl       | SWE    | SB 64,73 m |
| 6      | Apostolos Parellis | CYP    | 64,55 m    |
| 7      | Fedrick Dacres     | JAM    | 64,22 m    |
| 8      | Christoph Harting  | GER    | 63,94 m    |

| Vrouwen | Vrouwen         | Vrouwen | Vrouwen |
| #       | Atlete          | Land    | Afstand |
| ------- | --------------- | ------- | ------- |
| Goud    | Denia Caballero | CUB     | 69,28 m |
| Zilver  | Sandra Perković | CRO     | 67,39 m |
| Brons   | Nadine Müller   | GER     | 65,53 m |
| 4       | Yaimé Pérez     | CUB     | 65,46 m |
| 5       | Julia Fischer   | GER     | 63,88 m |
| 6       | Dani Samuels    | AUS     | 63,14 m |
| 7       | Shanice Craft   | GER     | 63,10 m |
| 8       | Su Xinyue       | CHN     | 62,90 m |

### Kogelslingeren
| Mannen | Mannen           | Mannen | Mannen  |
| #      | Atleet           | Land   | Afstand |
| ------ | ---------------- | ------ | ------- |
| Goud   | Paweł Fajdek     | POL    | 80,88 m |
| Zilver | Dilsjod Nazarov  | TJK    | 78,55 m |
| Brons  | Wojciech Nowicki | POL    | 78,55 m |
| 4      | Krisztián Pars   | HUN    | 77,32 m |
| 5      | Sergej Litvinov  | RUS    | 77,24 m |
| 6      | David Söderberg  | FIN    | 76,92 m |
| 7      | Mostafa Al-Gamel | EGY    | 76,81 m |
| 8      | Marcel Lomnický  | SLO    | 75,79 m |

| Vrouwen | Vrouwen             | Vrouwen | Vrouwen    |
| #       | Atlete              | Land    | Afstand    |
| ------- | ------------------- | ------- | ---------- |
| Goud    | Anita Włodarczyk    | POL     | CR 80,85 m |
| Zilver  | Zhang Wenxiu        | CHN     | SB 76,33 m |
| Brons   | Alexandra Tavernier | FRA     | 74,02 m    |
| 4       | Sophie Hitchon      | GBR     | NR 73,86 m |
| 5       | Zheng Wang          | CHN     | 73,83 m    |
| 6       | Kathrin Klaas       | GER     | 73,18 m    |
| 7       | Betty Heidler       | GER     | 72,56 m    |
| 8       | Zalina Marghieva    | MDA     | 72,38 m    |

### Speerwerpen
| Mannen | Mannen           | Mannen | Mannen        |
| #      | Atleet           | Land   | Afstand       |
| ------ | ---------------- | ------ | ------------- |
| Goud   | Julius Yego      | KEN    | AR,WL 92,72 m |
| Zilver | Ihab El-Sayed    | EGY    | SB 88,99 m    |
| Brons  | Tero Pitkämäki   | FIN    | 87,64 m       |
| 4      | Thomas Röhler    | GER    | 87,41 m       |
| 5      | Antti Ruuskanen  | FIN    | 87,12 m       |
| 6      | Andreas Hofmann  | GER    | 86,01 m       |
| 7      | Andreas Hofmann  | GER    | 83,79 m       |
| 8      | Vítězslav Veselý | CZE    | 83,13 m       |

| Vrouwen | Vrouwen             | Vrouwen | Vrouwen    |
| #       | Atlete              | Land    | Afstand    |
| ------- | ------------------- | ------- | ---------- |
| Goud    | Katharina Molitor   | GER     | WL 67,69 m |
| Zilver  | Lyu Huihui          | CHN     | AR 66,13 m |
| Brons   | Sunette Viljoen     | RSA     | 65,79 m    |
| 4       | Christina Obergföll | GER     | SB 64,61 m |
| 5       | Li Lingwei          | CHN     | 64,10 m    |
| 6       | Christin Hussong    | GER     | 62,98 m    |
| 7       | Sinta Ozolina       | LAT     | 62,20 m    |
| 8       | Kara Winger         | USA     | 60,88 m    |

### Tienkamp/Zevenkamp
| Mannen | Mannen           | Mannen | Mannen  |
| #      | Atleet           | Land   | Punten  |
| ------ | ---------------- | ------ | ------- |
| Goud   | Ashton Eaton     | USA    | WR 9045 |
| Zilver | Damian Warner    | CAN    | NR 8695 |
| Brons  | Rico Freimuth    | GER    | PB 8561 |
| 4      | Ilja Sjkoerenev  | RUS    | PB 8538 |
| 5      | Larbi Bourrada   | ALG    | AR 8461 |
| 6      | Kai Kazmirek     | GER    | 8448    |
| 7      | Michael Schrader | GER    | 8418    |
| 8      | Kurt Felix       | GRN    | NR 8302 |

| Vrouwen | Vrouwen                  | Vrouwen | Vrouwen |
| #       | Atlete                   | Land    | Punten  |
| ------- | ------------------------ | ------- | ------- |
| Goud    | Jessica Ennis-Hill       | GBR     | SB 6669 |
| Zilver  | Brianne Theisen-Eaton    | CAN     | 6554    |
| Brons   | Laura Ikauniece-Admidiņa | LAT     | NR 6516 |
| 4       | Nadine Broersen          | NED     | 6491    |
| 5       | Claudia Rath             | GER     | 6441    |
| 6       | Györgyi Zsivocsky-Farkas | HUN     | PB 6389 |
| 7       | Anastasia Mochnjoek      | UKR     | PB 6359 |
| 8       | Nadine Visser            | NED     | 6344    |

### Marathon
| Mannen | Mannen                | Mannen | Mannen     |
| #      | Atleet                | Land   | Tijd       |
| ------ | --------------------- | ------ | ---------- |
| Goud   | Ghirmay Ghebreslassie | ERI    | 2:12.28    |
| Zilver | Yemane Tsegay         | ETH    | SB 2:13.08 |
| Brons  | Munyo Solomon Mutai   | UGA    | 2:13.30    |
| 4      | Ruggero Pertile       | ITA    | SB 2:14.23 |
| 5      | Shumi Dechasa         | BRN    | 2:14.36    |
| 6      | Stephen Kiprotich     | UGA    | 2:14.43    |
| 7      | Lelisa Desisa         | ETH    | 2:14.54    |
| 8      | Daniele Meucci        | ITA    | 2:14.54    |

| Vrouwen | Vrouwen        | Vrouwen | Vrouwen |
| #       | Atlete         | Land    | Tijd    |
| ------- | -------------- | ------- | ------- |
| Goud    | Mare Dibaba    | ETH     | 2:27.35 |
| Zilver  | Helah Kiprop   | KEN     | 2:27.36 |
| Brons   | Eunice Kirwa   | BRN     | 2:27.39 |
| 4       | Jemima Sumgong | KEN     | 2:27.42 |
| 5       | Edna Kiplagat  | KEN     | 2:28.18 |
| 6       | Tigist Tufa    | ETH     | 2:29.12 |
| 7       | Mai Ito        | JPN     | 2:29.48 |
| 8       | Tirfi Tsegaye  | ETH     | 2:30.54 |

### 20 km snelwandelen
| Mannen | Mannen             | Mannen | Mannen     |
| #      | Atleet             | Land   | Tijd       |
| ------ | ------------------ | ------ | ---------- |
| Goud   | Miguel Ángel López | ESP    | PB 1:19.14 |
| Zilver | Wang Zhen          | CHN    | 1:19.29    |
| Brons  | Benjamin Thorne    | CAN    | NR 1:19.57 |
| 4      | Ihor Hlavan        | UKR    | SB 1:20.29 |
| 5      | Cai Zelin          | CHN    | 1:20.42    |
| 6      | Caio Bonfim        | BRA    | SB 1:20.44 |
| 7      | Éider Arévalo      | COL    | 1:21.13    |
| 8      | Dane Bird-Smith    | AUS    | 1:21.37    |

| Vrouwen | Vrouwen              | Vrouwen | Vrouwen    |
| #       | Atlete               | Land    | Tijd       |
| ------- | -------------------- | ------- | ---------- |
| Goud    | Liu Hong             | CHN     | 1:27.45    |
| Zilver  | Lu Xiuzhu            | CHN     | 1:27.45    |
| Brons   | Ljoedmila Oljanovska | UKR     | 1:28.13    |
| 4       | Ana Cabacinha        | POR     | 1:29.29    |
| 5       | Antonella Palmisano  | ITA     | 1:29.34    |
| 6       | Erica de Sena        | BRA     | 1:30.06    |
| 7       | Brigita Virbalyté    | LTU     | PB 1:30.20 |
| 8       | Anezka Drahotová     | CZE     | 1:30.32    |

### 50 km snelwandelen
| Mannen | Mannen           | Mannen | Mannen     |
| #      | Atleet           | Land   | Tijd       |
| ------ | ---------------- | ------ | ---------- |
| Goud   | Matej Tóth       | SVK    | 3:40.32    |
| Zilver | Jared Tallent    | AUS    | SB 3:42.17 |
| Brons  | Takayuki Tanii   | JPN    | 3:42.55    |
| 4      | Hirooki Arai     | JPN    | 3:43.44    |
| 5      | Robert Heffernan | IRL    | SB 3:44.17 |
| 6      | Zhang Lin        | CHN    | PB 3:44.39 |
| 7      | Yu Wei           | CHN    | PB 3:45.21 |
| 8      | Andrés Chocho    | ECU    | AR 3:46.00 |

## Legenda
- AR = Werelddeelrecord (Area Record)
- CR = Kampioenschapsrecord (Championship Record)
- SB = Beste persoonlijke seizoensprestatie (Seasonal Best)
- PB = Persoonlijk record (Personal Best)
- NR = Nationaal record (National Record)
- ER = Europees record (European Record)
- WL = 's Werelds beste seizoensprestatie (World Leading)
- WJ = Wereld juniorenrecord (World Junior Record)
- WR = Wereldrecord (World Record)

## Medailleklassement
| Plaats | Land                  | Goud | Zilver | Brons | Totaal |
| 1      | Kenia                 | 7    | 6      | 3     | 16     |
| 2      | Jamaica               | 7    | 2      | 3     | 12     |
| 3      | Verenigde Staten      | 6    | 6      | 6     | 18     |
| 4      | Verenigd Koninkrijk   | 4    | 1      | 2     | 7      |
| 5      | Ethiopië              | 3    | 3      | 2     | 8      |
| 6      | Polen                 | 3    | 1      | 4     | 8      |
| 7      | Canada                | 2    | 3      | 3     | 8      |
| 7      | Duitsland             | 2    | 3      | 3     | 8      |
| 9      | Rusland               | 2    | 1      | 1     | 4      |
| 10     | Cuba                  | 2    | 1      | 0     | 3      |
| 11     | China                 | 1    | 7      | 1     | 9      |
| 12     | Nederland             | 1    | 1      | 1     | 3      |
| 13     | Zuid-Afrika           | 1    | 0      | 2     | 3      |
| 14     | Wit-Rusland           | 1    | 0      | 1     | 2      |
| 15     | Spanje                | 1    | 0      | 0     | 1      |
| 15     | Eritrea               | 1    | 0      | 0     | 1      |
| 15     | Colombia              | 1    | 0      | 0     | 1      |
| 15     | Tsjechië              | 1    | 0      | 0     | 1      |
| 15     | Slowakije             | 1    | 0      | 0     | 1      |
| 20     | Australië             | 0    | 2      | 0     | 2      |
| 20     | Kroatië               | 0    | 2      | 0     | 2      |
| 22     | Bahama's              | 0    | 1      | 1     | 2      |
| 22     | Trinidad en Tobago    | 0    | 1      | 1     | 2      |
| 22     | Oekraïne              | 0    | 1      | 1     | 2      |
| 25     | België                | 0    | 1      | 0     | 1      |
| 25     | Brazilië              | 0    | 1      | 0     | 1      |
| 25     | Egypte                | 0    | 1      | 0     | 1      |
| 25     | Israël                | 0    | 1      | 0     | 1      |
| 25     | Tadzjikistan          | 0    | 1      | 0     | 1      |
| 25     | Tunesië               | 0    | 1      | 0     | 1      |
| 31     | Frankrijk             | 0    | 0      | 2     | 2      |
| 32     | Bahrein               | 0    | 0      | 1     | 1      |
| 32     | Bosnië en Herzegovina | 0    | 0      | 1     | 1      |
| 32     | Kazachstan            | 0    | 0      | 1     | 1      |
| 32     | Letland               | 0    | 0      | 1     | 1      |
| 32     | Oeganda               | 0    | 0      | 1     | 1      |
| 32     | Finland               | 0    | 0      | 1     | 1      |
| 32     | Griekenland           | 0    | 0      | 1     | 1      |
| 32     | Grenada               | 0    | 0      | 1     | 1      |
| 32     | Japan                 | 0    | 0      | 1     | 1      |
| 32     | Marokko               | 0    | 0      | 1     | 1      |
| 32     | Portugal              | 0    | 0      | 1     | 1      |
| 32     | Servië                | 0    | 0      | 1     | 1      |
| Totaal | Totaal                | 47   | 48     | 49    | 144    |

1983 · 
1987 · 
1991 · 
1993 · 
1995 · 
1997 · 
1999 · 
2001 · 
2003 · 
2005 · 
2007 · 
2009 · 
2011 · 
2013 · 
2015 · 
2017 · 
2019 · 
2022 · 
2023